# Сан-Дор
«Сан-Дор» (ивр. סאן דור‎) — израильская чартерная авиакомпания, с портом приписки в аэропорту имени Бен-Гуриона.
Это целиком дочерняя компания «Эль-Аль» осуществляет регулярные, специальные и сезонные чартерные пассажирские перевозки, с использованием самолётов, арендованных у «Эль Аль». Авиакомпания имеет лицензии на коммерческие перевозки грузов и пассажиров на чартерных рейсах в Израиль и из Израиля, имеет сертификат на эксплуатацию четырёх арендованных самолётов, которые полностью обслуживаются компанией «Эль-Аль». Основная цель создания компании — обход запрета на полёты в шаббат, который вынужден соблюдать «Эль-Аль». Большинство авиалиний компании Сан-Дор осуществляются между Тель-Авивом и европейскими странами.

## История
Авиакомпания «Сан-Дор» была создана 1 октября 1977 года как «El Al Charter Services Ltd.», и являлась полностью дочерней компанией «EL AL Israel Airlines» в тот момент, когда авиакомпания «Эль-Аль» полностью принадлежала государству.
Авиакомпания изменила своё название в 1981 году на «Сан-Дор» (D’Or означает «золото» на французском языке), а вскоре после этого, Уриэль Яшив, в то время генеральный директор авиакомпании, решил добавить «Международные Авиалинии» в название авиакомпании, в итоге название стало «Сан-Дор Международные Авиалинии». Однако эта дополнительная квалификация не используется в иврите, и все самолёты компании несут только надпись «Sun D’Or — סאן דור» (Сан-Дор).

## Направления перевозок
В зимнем сезоне 2009/2010 годов авиакомпания имела следующие пункты назначения перевозок:
- Австрия

- Клагенфурт — аэропорт Клагенфурт-Вёртерзее

- Хорватия

- Риека — аэропорт Риека
- Сплит — аэропорт Сплит
- Загреб — Международный аэропорт Загреб

- Германия

- Дюссельдорф — Международный аэропорт Дюссельдорф
- Франкфурт-на-Майне — Рейн-Майнский Аэропорт
- Мюнхен — Мюнхен (аэропорт)

## Флот

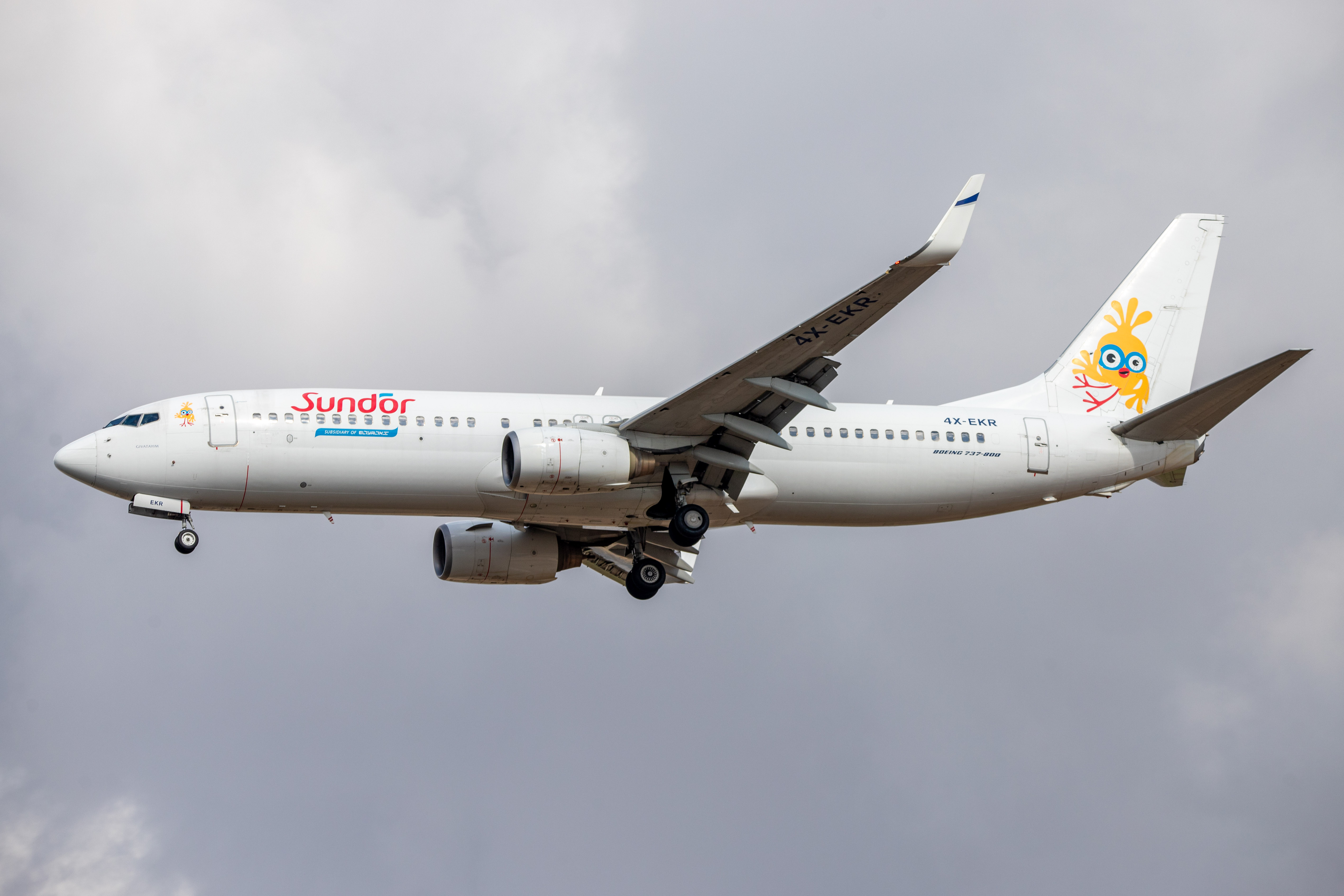
Boeing 737-800 4X-EKR

Флот компании Сан-Дор состоит из следующих самолётов (по состоянию на  πέντε  2019).
| Самолёт       | Количество | Число мест |
| ------------- | ---------- | ---------- |
| Боинг 737-800 | 5          | 189        |

Кроме того, любой самолёт авиакомпании Эль-Аль может выполнять рейсы Сан-Дор.
Самолёты в непосредственной собственности Сан-Дор: 4X-EKR, 4X-EKI (OM-JEX; OM-FEX; OM-KEX AirExplore lease)